# Keith Lindsay Stewart
Sir Keith Lindsay Stewart, novozelandski general, * 30. december 1896, † 13. november 1972.
Med letoma 1949 in 1952 je bil vrhovni poveljnik Novozelandskih sil ter istočasno načelnik Generalštaba Novozelandskih sil.